# Nemoraea appendiculata
Nemoraea appendiculata là một loài ruồi trong họ Tachinidae.